# Indice des directeurs d'achat
L'indice des directeurs d'achat est un indicateur composite de l'activité manufacturière d'un pays. Il est parfois désigné sous le sigle PMI ou avec l'expression « indice PMI » pour l'anglais purchasing managers index.
Les trois principaux producteurs de PMI sont l'Institute for Supply Management (ISM), qui est à l'origine des mesures manufacturières et non manufacturières produites pour les États-Unis, le Singapore Institute of Purchasing and Materials Management (en) (SIPMM), qui produit le PMI de Singapour,,,,,,, et le Markit Group, qui produit des mesures basées sur les travaux de l'ISM pour plus de 30 pays dans le monde.
Exprimé en pourcentage, il prend en compte les prises de commandes, la production, l'emploi, les livraisons et les stocks du secteur manufacturier. Il s'agit d'un indicateur reflétant la confiance des directeurs d'achat. De fait, il est défini quatre indices PMI :
- L’indice composite de l'activité globale ;
- L'indice de l'activité des services ;
- L'indice de la production manufacturière ;
- L'indice de l'industrie manufacturière.

Une valeur inférieure à 50 % indique une contraction de l'activité d'un secteur, alors qu'une valeur supérieure à 50 % indique une expansion de celui-ci.